# كفر ناصح (الأتارب)
كفر ناصح  قرية سوريّة تتبع إداريّاً لمحافظة حلب منطقة الأتارب ناحية أبين سمعان، بلغ تعداد سكانها 2,420 نسمة حسب التعداد السكاني لعام 2004.